# Łysakowo (Sierpc)
Pour les articles homonymes, voir Łysakowo.
Łysakowo (prononciation : [wɨsaˈkɔvɔ]) est un village polonais de la gmina de Gozdowo dans le powiat de Sierpc de la voïvodie de Mazovie dans le centre-est de la Pologne.
Il se situe à environ 6 km au sud-est de Gozdowo (siège de la gmina), 22 km au sud de Sierpc (siège du powiat) et à 101 km au nord-ouest de Varsovie (capitale de la Pologne).
Le village compte approximativement une population de 120 habitants.

## Histoire
De 1975 à 1998, le village appartenait administrativement à la voïvodie de Płock.

Depuis 1999, il appartient administrativement à la voïvodie de Mazovie